# Афиша (журнал)
«Афи́ша» — российское интернет-издание, а в прошлом также журнал о городских событиях и сфере развлечений. В печатном виде журнал выходил с апреля 1999 года по декабрь 2015 года. В 2013 году заявленный тираж составлял 84,3 тысячи экземпляров. До 2015 года журнал издавался дважды в месяц, в 2015 — ежемесячно. С 2016 года бумажный журнал закрыт, публикации продолжают выходить в интернет-издании «Афиша Daily».
В проект «Афиша» также входит сайт-агрегатор afisha.ru с расписанием и анонсами событий в Москве, Санкт-Петербурге и других крупных городах России, канал на YouTube и в разное время ряд других подсайтов. До 2020-х годов издание организовывало музыкальный фестиваль Пикник «Афиши».

## История

### Бумажный журнал

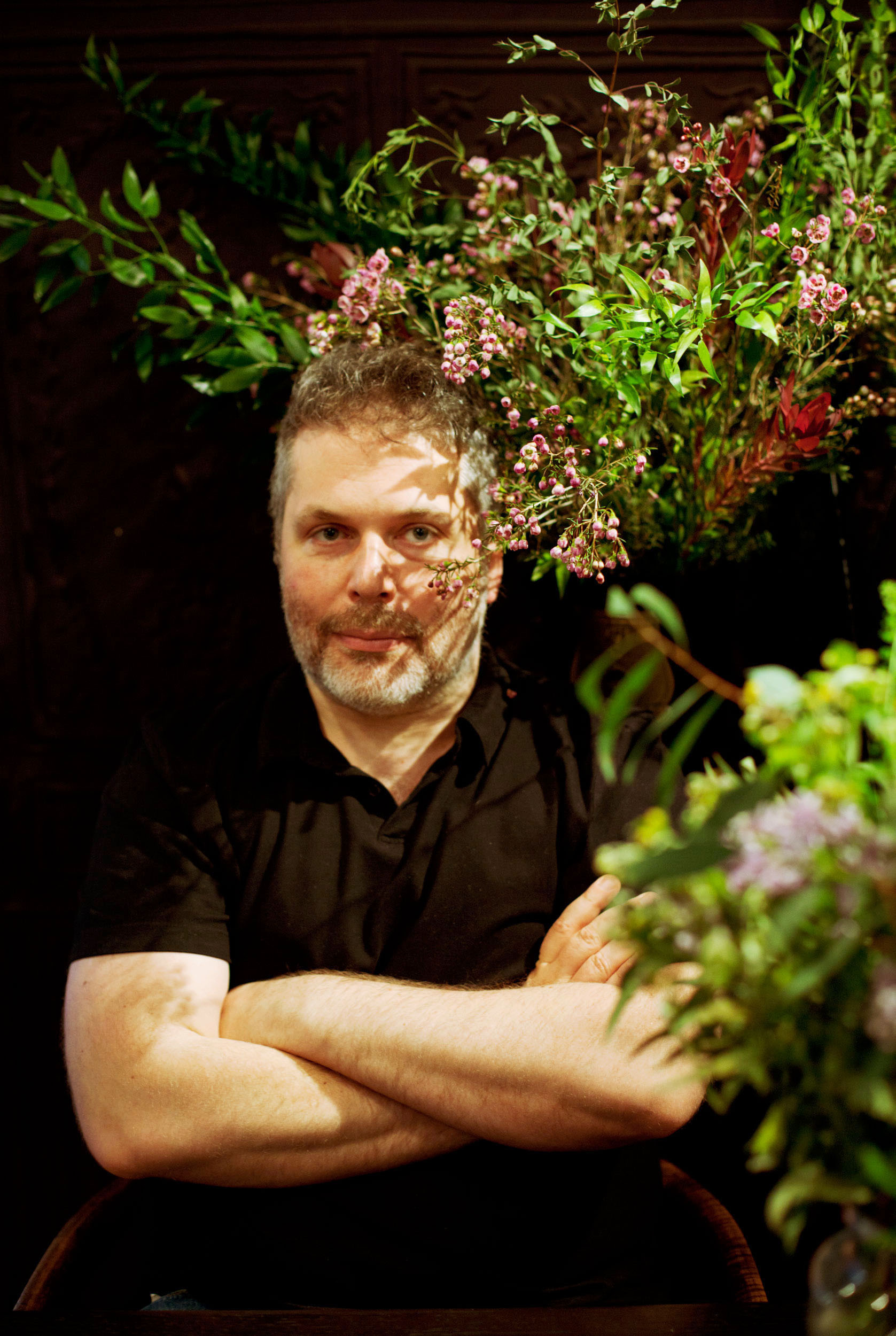
Основатель «Афиши» Илья Осколков-Ценципер (фото 2014 года)

Журнал «Афиша» основал в 1999 году журналист Илья Осколков-Ценципер, который и стал его первым главным редактором.
Первым арт-редактором был автор комиксов Павел Сухих.
Образцами для «Афиши» служили издания «Вечерняя Москва» (над которой прежде работал Ценципер) и TimeOut, работавшие в той же нише lifestyle и развлечений.
Но создатели с самого начала стремились отличаться от них, делая упор не на простое информирование читателя, а на личные мнения журналистов.
В проект на старте было вложено около $ 1 млн. Учредителями и инвесторами журнала стали Антон Кудряшов (51 % акций ИД «Афиша») и Эндрю Полсон (15 %), который стал генеральным директором издательского дома. Позже 100 % акций выкупила инвестиционная компания «Спутник».
В 2003 году новым главным редактором стал Юрий Сапрыкин, который пришел в «Афишу» в 2000 году и почти сразу стал заместителем главного редактора. В 2005 году издательский дом был продан холдингу «Проф-Медиа». Осколков-Ценципер при этом сменил Полсона на посту генерального директора.
В июле 2008 года на место главного редактора журнала «Афиши» был назначен молодой журналист Илья Красильщик, которому едва перевалило за двадцать. Сапрыкин объяснял свой уход тем, что журналу нужен был «интерес к новому», свойственный молодым, а сам он «устал», и ему «страшно думать, что до гробовой доски так и будешь возиться с „развлечениями Москвы“». Годом позже из издательства был неожиданно уволен и Осколков-Ценципер. Причиной отставки стали разногласия с руководством холдинга «ПрофМедиа»: как заявил президент холдинга Рафаэль Акопов, «Работник, выставляющий ультиматум работодателю, — плохой работник».
В апреле 2013 года в структуре и оформлении журнала произошли значительные изменения; были исключены расписания и рецензии, которые после этого стали публиковаться только на сайте журнала и в приложениях для мобильных устройств. В июне 2013 года Красильщик стал директором по продуктам ИД «Афиша», а его место занял Александр Горбачёв. Он работал в журнале с 2005 года — сначала музыкальным обозревателем, а затем шеф-редактором.
Горбачёв пробыл главным редактором лишь год, до 1 августа 2014 года, а затем покинул этот пост. «Причины моего ухода более-менее изложены в новогоднем обращении Б. Н. Ельцина от 31 декабря 1999 года», — отметил Горбачев. Его место занял Даниил Трабун, ранее возглавлявший сайт Look At Me. При нём в 2014 году были упразднены бумажные выпуски журналов-приложений «Афиша. Мир» и «Афиша. Еда», эти издания стали сайтами.
В декабре 2015 года была уволена вся редакция бумажного журнала. Изначально было объявлено, что с этого момента журнал будет выходить раз в квартал с новой командой, однако фактически после этого журнал прекратил выходить совсем. В конце 2016 года издательство объявило, что выпуск журнала возобновлён не будет.

### Сайт
Сайт afisha.ru был запущен почти одновременно с основанием журнала, в 1999 году. Основной сайт www.afisha.ru представляет собой агрегатор информации о развлечениях.
В июле 2007 года была запущена пользовательская платформа блогов на сайте, которая проработала четыре месяца. В ноябре 2007 года пользовательские блоги были закрыты и перенесены в архив, а свою работу продолжили 6 тематических блогов редакции — о вещах, кино, книгах, музыке, ресторанах и об «Афише». В сентябре 2008 года был запущен сайт «Афиша-Еда». В апреле 2010 года на сайте, наряду с рецензиями редакции, появилась функция пользовательских рецензий. С ноября 2010, вместе с перезапуском сайта, заработал раздел с редакционными статьями afisha.ru/daily.
В октябре 2013 года было объявлено, что раздел «Афиша Daily» «закрыт навсегда». Вместо него «Афиша» запустила три новых подсайта: «Афиша-Волна» (о музыке), «Афиша-Воздух» (о прочей культуре) и «Афиша-Город» (о городской жизни). В 2015 году сайт «Афиша-Волна» вошёл в состав «Афиша-Воздух». В декабре 2015 года эксперимент был признан неудачным, и три сайта снова были объединены в «Афишу-Daily», который стал в некотором роде заменой закрывшемуся бумажному журналу. Тогда объединённое издание возглавила Екатерина Дементьева, но в 2017 году она сообщила о своем увольнении, и её пост заняла Юлия Рабкина, бывшая на тот момент заместителем генерального директора холдинга «Афиша».
В 2016 году был запущен проект «Афиша Квесты», который включает в себя список компаний, организующих квесты в Москве, Санкт-Петербурге и других крупных городах России. Там же есть подборки квестов и их рейтинг.
В 2019 году «Афишу» покинули главный редактор afisha.ru Филипп Вуячич и digital-директор Александр Крушин. Место Вуячича занял Роман Бобылев, который ранее занимал должность редактора новостей.
В 2022 году издание составило свой рейтинг «100 лучших постсоветских альбомов». Лучшим альбомом за 30 лет редакция посчитала «Co’n’dorn», Ивана Дорна. В список также вошли почти все постсоветские альбомы группы «АукцЫон» и 2 альбома её лидера Леонида Фёдорова. Около 25 % списка составил русский рэп.
В 2022 году московская редакция сайта выпустила ряд спецпроектов: «Другие берега» (100-летие Философского парохода), «Культура отмены — отмена культуры» (о культурной изоляции России) и «Оставанцы» (о людях, которые во время массовой эмиграции остались в России). По утверждению издания «Важные истории», эти материалы были сделаны по заказу Института развития интернета в целях пропаганды, при этом утверждалось, что в самих материалах их заказчик не упоминается.

## Афиша Видео
На YouTube-канале «Афиша» в разные годы выходили такие шоу, как «Узнать за 10 секунд», «IQYT», «Фейсконтроль», «Что послушать?» и «Поясни за тренд». На начало 2025 года канал насчитывал более одного миллиона подписчиков.

## Известные сотрудники

### Главные редактора журнала
- Илья Осколков-Ценципер (1999—2003), основатель журнала, до 2009 — генеральный директор компании «Афиша».
- Юрий Сапрыкин (2003—2008)
- Илья Красильщик (2008—2013)[32]
- Александр Горбачев (2013—2014)[33]
- Даниил Трабун (2014—2016)[34]

### Главный редактор «Афиша Daily»
- Екатерина Дементьева (2015—2017)[35]
- И. о. Юлия Рабкина (2017—2017)[36]
- Егор Беляков (2017—2019)[37]
- Трифон Бебутов (2019—2023)[38]
- Яна Циноева (2023—2024)[39]
- Иляна Эрднеева (ноябрь 2024 — март 2025)[40]
- И. о. Александра Левина (2025 — н.в.)

### Главный редакторAfisha
- Александр Каныгин (2015—2017)
- Филипп Вуячич (2017—2019)[41]
- Роман Бобылев — должность главного редактора упразднена, полномочия перешли к шеф-редактору (2019—2021)[42]
- Мария Масальцева (2021—2022)

### Известные авторы
- Лев Данилкин — литературный критик.
- Диана Мачулина — современная российская художница, в «Афише» была арт-критиком (обозревателем раздела «Выставки»).
- Ирина Меглинская — специалист в области фотографии, куратор и преподаватель, в журнале была фотодиректором.
- Дуня Смирнова — телеведущая и кинорежиссёр, в журнале была книжным обозревателем и колумнистом.
- Станислав Зельвенский — кинообозреватель.
- Роман Волобуев — кинообозреватель.
- Михаил Брашинский — кинообозреватель.
- Антон Долин — кинообозреватель.

## Награды
Сайт «Афиша.ру» получил премию РОТОР-2007